# Hrabstwo Multnomah
Hrabstwo Multnomah (ang. Multnomah County) – hrabstwo w stanie Oregon w Stanach Zjednoczonych. Obszar całkowity hrabstwa obejmuje powierzchnię 465,65 mil² (1206,03 km²). Według szacunków United States Census Bureau w roku 2009 miało 726 855 mieszkańców.
Hrabstwo powstało w 1854 roku. 
Północną granicę hrabstwa tworzy rzeka Kolumbia, która płynie w bazaltowym kanionie w Wyżynie Kolumbii należącej do Gór Kaskadowych. Na dopływach Kolumbii tworzą się widowiskowe wodospady widoczne z drogi turystycznej wiodącej dnem kanionu (ang. Columbia Gorge Scenic Highway). Do najbardziej znanych należą Coopey Falls, Bridal Veil Falls, Latourell Falls, Horsetail Falls, Mist Falls i Multnomah Falls.

## Miasta[10]
- Fairview
- Gresham
- Maywood Park
- Portland
- Troutdale
- Wood Village